# Neyetalsperre

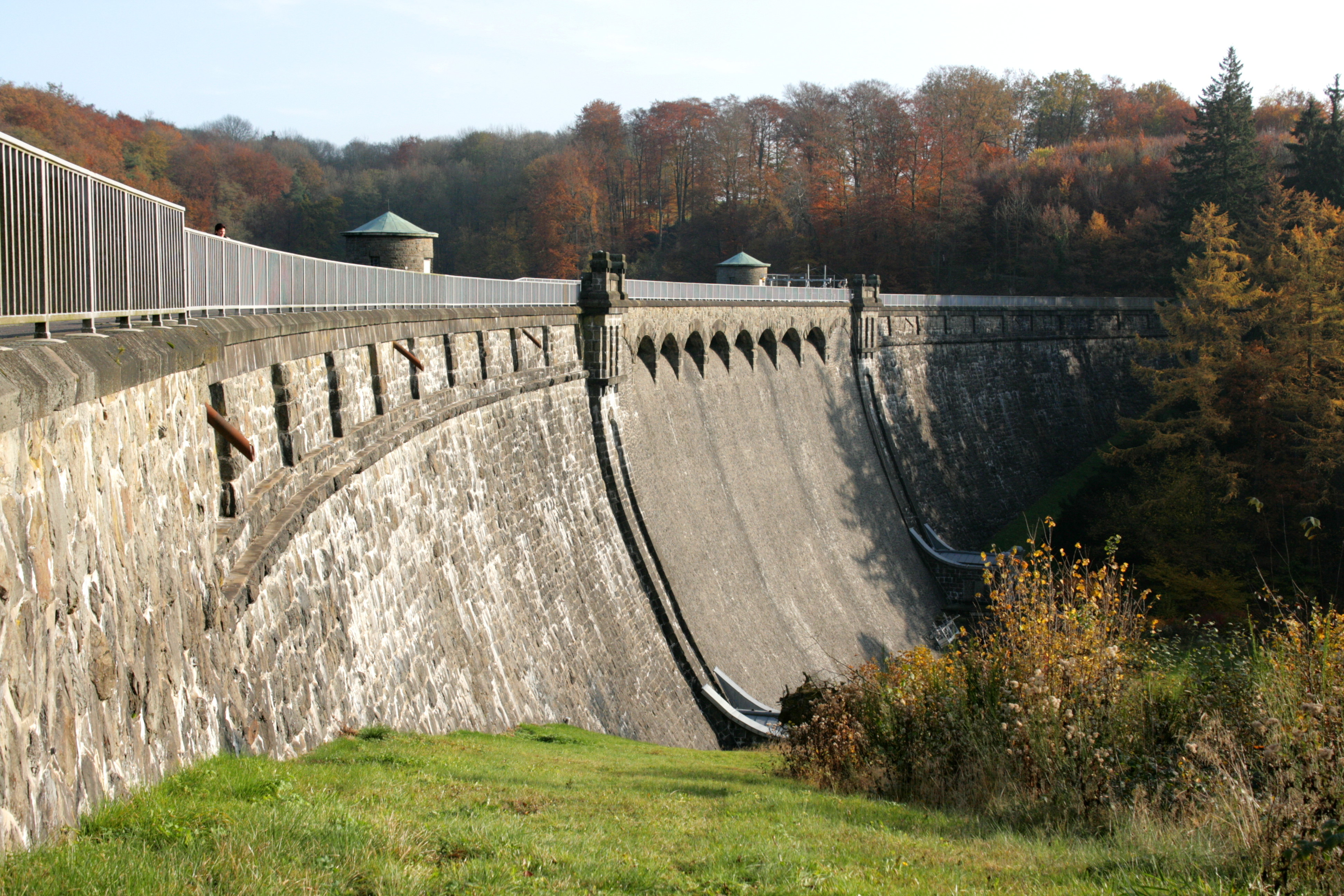
Staumauer

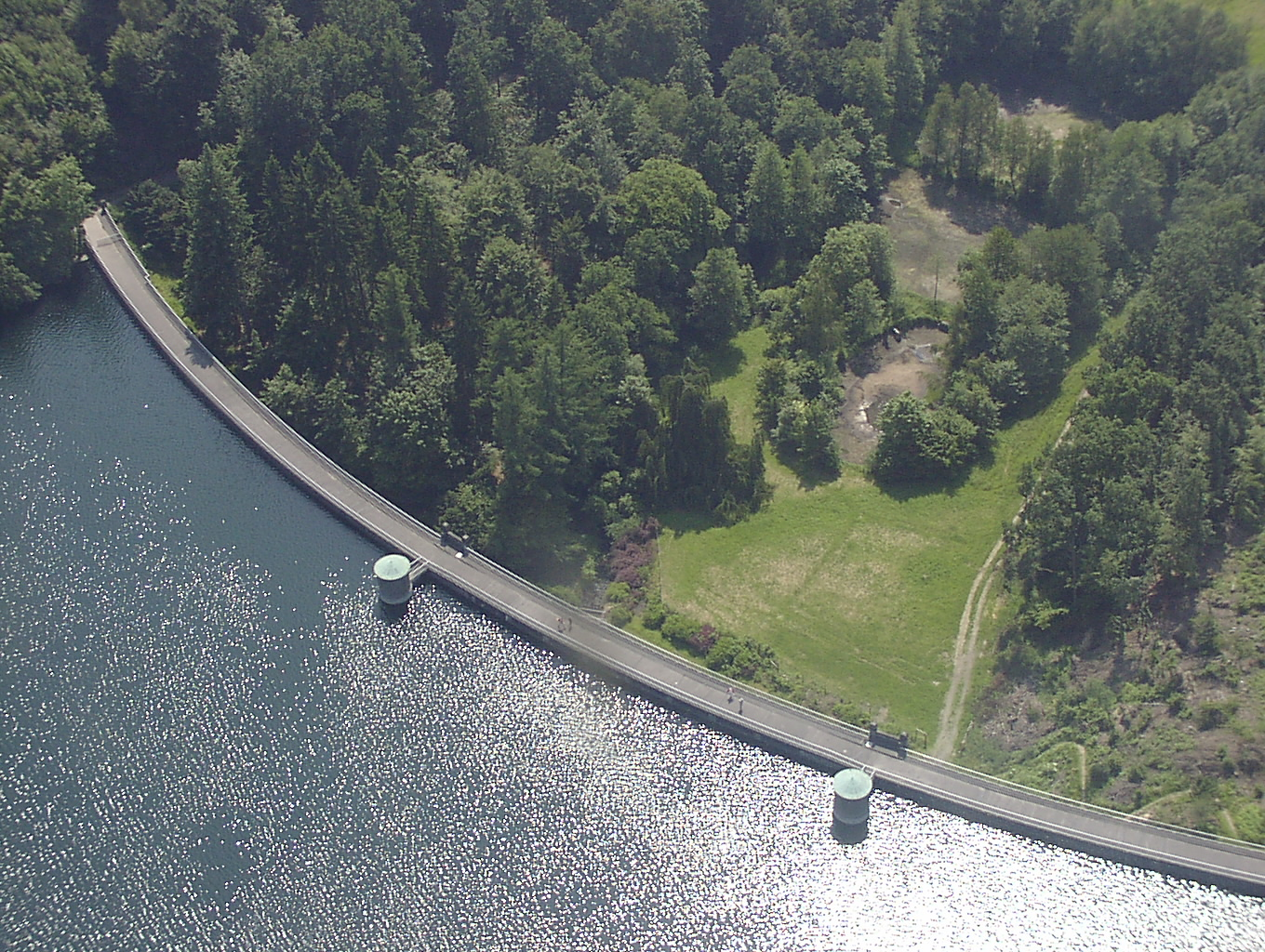
Luftaufnahme der Staumauer

Die Neyetalsperre liegt im Norden der Stadt Wipperfürth bei der Ortschaft Neye im Oberbergischen Kreis in Nordrhein-Westfalen.

## Beschreibung
Die Talsperre ist in den Jahren 1905 bis 1908 als Trinkwassertalsperre von der Stadt Remscheid gebaut worden. Dabei wurden mehrere Steinwerkzeuge aus der Steinzeit gefunden. 
Das Fassungsvermögen beträgt sechs Millionen Kubikmeter. Gestaut wird der Bach Neye. Die Staumauer ist eine gekrümmte Gewichtsstaumauer aus Bruchsteinmauerwerk nach dem Intze-Prinzip.
Der Stausee lässt sich in etwa drei Stunden umwandern. Die Wege laufen unmittelbar am Wasser entlang und führen ausschließlich durch den Wald. Der kürzeste Weg, um die Talsperre zu umrunden, ist zirka elf Kilometer lang und ist bei Joggern und Walkern sehr beliebt. Ganz in der Nähe liegen die größere Bevertalsperre und die kleine Schevelinger- oder Silbertalsperre. Von der Silbertalsperre führt ein unterirdischer Stollen zur Neyetalsperre und von dort zur Bevertalsperre, bekannt als Bever-Block. Die als Trinkwassertalsperre erbaute und langjährig genutzte Talsperre wird seit 2004 als Brauchwassertalsperre betrieben. Nur bei akuter Wasserknappheit soll ihr wieder Trinkwasser entnommen werden. 
Heute ist die EWR GmbH, die Energietochter der Stadtwerke Remscheid GmbH, Eigentümer der Neyetalsperre, die Betriebsführung obliegt dem Wupperverband.

## Geschichte
Mit zunehmendem Bedarf an Trinkwasser und aufgrund der niederschlagsarmen Jahre 1901 und 1904 suchten die Wasserwerksbetreiber nach Erweiterung ihrer Wassergewinnungsanlage. Da das Neyetal schwach besiedelt war und Proben eine gute Wasserqualität bescheinigten, entschloss man sich für den Bau einer Talsperre mit gekrümmter Gewichtssteinmauer nahe dem Ort Wipperfürth. Nach umfangreichen Planungs- und geologischen Vorarbeiten sowie den Genehmigungsverfahren wurde im April 1907 mit der Verlegung der 14,9 km langen Druckrohrleitung begonnen, noch im August 1907 startet der Mauerbau, ausführendes Bauunternehmen war die Firma Ernst Jüngst in Hagen. Am 23. November 1908 begann der Probestau. Die endgültige Abnahme der Sperrmauer erfolgte am 11. Februar 1909 in Gegenwart des Regierungspräsidenten von Düsseldorf bei drei Viertel der Stauhöhe. In den Jahren 1964 bis 1969 wurde die Staumauer mit einer Kronenlänge von 260 m komplett saniert. 

### Gülle-Katastrophe in der Neyetalsperre
Am 18. März 2015 flossen mehr als 1,7 Millionen Liter Gülle von dem Halveraner Hof Kotten über den Zufluss Neye II in die Talsperre und sammelte sich in 18 bis 25 Metern Tiefe in einer Blase vor der Staumauer an. Insgesamt wurden 100.000 Kubikmeter Wasser verunreinigt. Um eine größere ökologische Katastrophe zu verhindern, wurden täglich 2.000 Kubikmeter verunreinigtes Wasser aus der Gülleblase abgesaugt und über eine Rohrleitung zum Klärwerk Hückeswagen gepumpt. Uferrandzonen und Teile der Neyetalsperre sind ökologisch geschädigt. Der Verursacher wurde im Zivilverfahren zu einem Schadensersatz verurteilt und es fand auch ein strafrechtliches Verfahren gegen den Landwirt statt, bei dem der angeklagte Landwirt aus Mangel an Beweisen freigesprochen wurde. Das Landgericht Hagen verurteilte den Landwirt 2023 zu 190.000 Euro Schadensersatz plus Zinsen an den Wupperverband und die Stadtwerketochter EWR zahlen.
Im September 2024 flossen mehrere Hunderttausend Liter Gülle in die Neyetalsperre. Es kam zu einem Fischsterben. Erneut stand der gleiche Landwirt wie 2015 unter Verdacht. Per mündlicher Ordnungsverfügung wurde der Landwirt aufgefordert die entstandenen Verschmutzungen im Zufluss der Talsperre zu beseitigen. Der Güllebehälter aus dem es 2015 zum Gülleaustritt kam, steht noch, obwohl es eine Beseitigungsverfügung des Kreises gibt, da der Landwirt gegen diese Verfügung klagte. Der Güllebehälter darf nicht befüllt werden und war nicht für den Gülleaustritt 2024 verantwortlich.